# ویوکا سلدال
ویوکا سلدال (سوئدی: Viveka Seldahl؛ ‏ ۱۵ مارس ۱۹۴۴ – ۳ نوامبر ۲۰۰۱) بازیگر اهل سوئد بود. وی بین سال‌های ۱۹۶۷ تا ۲۰۰۱ میلادی فعالیت می‌کرد.
از فیلم‌هایی که وی در آن نقش داشته‌است، می‌توان به من دینا هستم، اس/ئی خوشی و هری و سونیا اشاره کرد.
وی همچنین برندهٔ جوایزی همچون گلدباگن شده‌است.